# کیت لارسن
کیت لارسن (انگلیسی: Keith Larsen; ۱۷ ژوئن ۱۹۲۴ – ۱۳ دسامبر ۲۰۰۶) یک هنرپیشه، کارگردان، فیلم‌نامه‌نویس، و تهیه‌کننده اهل ایالات متحده آمریکا بود.